# Бінджен (Вашингтон)
Бінджен (англ. Bingen) — місто (англ. city) в США, в окрузі Клікітат штату Вашингтон. Населення — 778 осіб (2020).

## Географія
Бінджен розташований за координатами 45°42′53″ пн. ш. 121°28′6″ зх. д. / 45.71472° пн. ш. 121.46833° зх. д. (45.714728, -121.468196).  За даними Бюро перепису населення США в 2010 році місто мало площу 1,81 км², з яких 1,61 км² — суходіл та 0,20 км² — водойми. В 2017 році площа становила 2,30 км², з яких 1,61 км² — суходіл та 0,69 км² — водойми.

## Демографія
Згідно з переписом 2010 року, у місті мешкало 712 осіб у 286 домогосподарствах у складі 161 родини. Густота населення становила 394 особи/км².  Було 313 помешкання (173/км²).
Расовий склад населення:
| - 72,2 % — білих - 1,3 % — корінних американців - 0,3 % — чорних або афроамериканців - 0,3 % — азіатів - 0,1 % — вихідців з тихоокеанських островів - 19,0 % — осіб інших рас |

До двох чи більше рас належало 6,9 %. Частка іспаномовних становила 28,1 % від усіх жителів.
За віковим діапазоном населення розподілялося таким чином: 26,3 % — особи молодші 18 років, 64,7 % — особи у віці 18—64 років, 9,0 % — особи у віці 65 років та старші. Медіана віку мешканця становила 35,2 року. На 100 осіб жіночої статі у місті припадало 116,4 чоловіків;  на 100 жінок у віці від 18 років та старших — 114,3 чоловіків також старших 18 років.
Середній дохід на одне домашнє господарство  становив 55 851 долар США (медіана — 51 042), а середній дохід на одну сім'ю — 63 260 доларів (медіана — 56 250). За межею бідності перебувало 9,8 % осіб, у тому числі 0,9 % дітей у віці до 18 років та 4,7 % осіб у віці 65 років та старших.
Цивільне працевлаштоване населення становило 453 особи. Основні галузі зайнятості: виробництво — 28,9 %, сільське господарство, лісництво, риболовля — 15,7 %, науковці, спеціалісти, менеджери — 13,9 %.